# Трбушна марамица
Трбушна марамица или перитонеум је серозна мембрана која са унутрашње стране облаже трбушну дупљу и у њој прекрива већину унутартрбушних органа. Састоји се од слоја мезотела подржаног танким слојем везивног ткива. Она не само да облаже трбушну шупљину већ и подржава многе трбушне (абдоминалне) органе и служи као канал за њихове крвне и лимфне судове и нерве.
Перитонеум је серозна мембрана која облаже трбушну дупљу. Састоји се од мезотелних ћелија које су подржане танким слојем влакнастог ткива и ембриолошки су изведене из мезодерма. Перитонеум служи за подршку органа абдомена и служи као канал за пролаз нерава, крвних судова и лимфних путева. Структуре везане перитонеалном шупљином могу бити интраперитонеалне или ретроперитонеалне.

## Анатомија
Трбушна дупља (као анатомски простор) омеђена је:
- позади, пршљеновима кичменог стуба,
- спреда, трбушним мишићима,
- горе, пречагом или дијафрагмом,
- доле, карличним дном

У  трбушној дупљи простор омотан трбушном марамицом или перитонеумом означава се као  интраперитонеални простор.  Структуре унутар интраперитонеалног простора називају се „интраперитонеални органи“ (нпр. желудац и црева).
Структуре у трбушној дупљи које се налазе иза интраперитонеалног простора називају „ретроперитонеални органи“ (нпр. бубрези),  док се структуре испод интраперитонеалног простор називају „субперитонеални органи" или "инфраперитонеални органи" (нпр. мокраћна бешика).
Иако је перитонеум танак, направљен је од два слоја са простором између њих, који садржи око 50 до 100 мл серозне течности која спречава трење и омогућава слојевима и органима да слободно клизе. Спољни слој је паријетални перитонеум, који се везује за трбушне зидове  и карлицу. Унутрашњи висцерални слој обавија унутрашње органе који се налазе унутар интраперитонеалног простора. 